# Urša Bogataj
Urša Bogataj (Liubliana, 7 de marzo de 1995) es una deportista eslovena que compite en salto en esquí.
Participó en dos Juegos Olímpicos de Invierno, en los años 2018 y 2022, obteniendo dos medallas de oro en Pekín 2022, en el trampolín normal individual y el trampolín normal por equipo mixto (junto con Timi Zajc, Nika Križnar y Peter Prevc).
Ganó una medalla de plata en el Campeonato Mundial de Esquí Nórdico de 2021, en la prueba de trampolín normal por equipo.

## Palmarés internacional
| Juegos Olímpicos   | Juegos Olímpicos      | Juegos Olímpicos | Juegos Olímpicos |
| Año                | Lugar                 | Medalla          | Prueba           |
| ------------------ | --------------------- | ---------------- | ---------------- |
| 2022               | Pekín (China)         | Medalla de oro   | TN individual    |
| 2022               | Pekín (China)         | Medalla de oro   | TN equipo mixto  |
| Campeonato Mundial |                       |                  |                  |
| Año                | Lugar                 | Medalla          | Prueba           |
| 2021               | Oberstdorf (Alemania) | Medalla de plata | TN por equipo    |